# Wollepark

Der Komplex Am Wollepark 1 bis 5 mitsamt Parkhaus, welcher 2017 abgerissen wurde

Der Wollepark ist eine Großwohnsiedlung in Plattenbauweise im Nordosten der Stadt Delmenhorst. Die 4- bis 15-geschossigen Wohnblocks entstanden zwischen 1969 und 1976 in der Hochzeit des sozialen Wohnungsbaus unter Federführung der Wohnbaugesellschaft Neue Heimat mit ursprünglich 1388 Wohneinheiten (davon 120 Senioren-Wohnheimplätzen) auf 20,8 Hektar Grundfläche. Das Quartier wurde mit Mitteln des Programms Soziale Stadt gefördert, heute wird der Wollepark aus Mitteln des Programms Sozialer Zusammenhalt gefördert.
Die Infrastruktur im Wollepark umfasst eine Grundschule, einen Sprachheilkindergarten, ein Jugendhaus und ein Nachbarschaftszentrum der Diakonie. Letzteres befindet sich in den ehemaligen Räumlichkeiten des Kurbads, einer Badeanstalt, welche im Juni 2011 geschlossen wurde. Wenn in Delmenhorst über den Wollepark gesprochen wird, dann ist damit in der Regel nicht die Nordwolle gemeint. Dieses Gebiet schließt jedoch auch an den Landschaftspark – dem Wollepark der Nordwolle – an und gehört zur unmittelbaren Umgebung der Mehrfamilienhäuser. In der Nordwolle befinden sich das Industriemuseum und das Jobcenter, welche innerhalb weniger Minuten vom Wollepark aus zu erreichen sind. Der namensgebende Landschaftspark, in welchem man eine große Wiese, eine Kraftsportanlage, einen Spielplatz und einen Teich vorfindet, liegt unter anderem in unmittelbarer Umgebung zu weiteren ausgebauten Spielplätzen und einem mexikanischen Restaurant.
Der Wollepark galt anfangs als sehr begehrter Wohnort. Die Wohnungen waren modern und der Stadtteil ist sehr grün und familiär. Da die Wohnungen jedoch schnell einen Sanierungsbedarf aufwiesen, welchem nicht nachgekommen wurde, entwickelte sich der Wollepark ab den 1990er Jahren zu einem sozialen Brennpunkt. Müllprobleme entstehen durch eine Überbelegung der Wohnungen, wodurch die zugewiesene Anzahl der Müllbehälter nicht ausreichen. Zudem berichten Anwohner immer wieder von Mülltouristen, welche Nachts mit Autos kommen und ihren Müll in den Wollepark werfen. Missstände in Wohnungen und der Erwerb von Teilen der Siedlung durch Immobilien-Spekulanten förderte diese Entwicklung in der Vergangenheit.
Der Komplex Am Wollepark 1 bis 5 – seit 2010 unbewohnt – wurde 2015 mitsamt dem Parkhaus südlich davon von der Stadt im Rahmen einer Zwangsversteigerung erworben und wird ab April 2017 abgebrochen. Die Blöcke Am Wollepark 13 und 14 wurden im Sommer 2020 abgebrochen. Ebenso soll der nicht mehr bewohnte Block Westfalenstraße 8 abgebrochen werden. 500 Wohnungen sollen auf diese Weise „rückgebaut“ werden. Die übrigen Blocks sind für die Sanierung vorgesehen. Im Jahr 2021 wurden bereits die Fassaden Am Wollepark 7–9 saniert. Die Situation in Verbindung mit dem Gemeinschaftsgarten des Nachbarschaftszentrums, welcher auf der Brachfläche Am Wollepark angesiedelt ist, soll sich dadurch wieder in eine positive Richtung entwickeln.